# Phoenix Wright: Ace Attorney
Phoenix Wright: Ace Attorney (jap. 逆転裁判 蘇る逆転 Gyakuten Saiban: Yomigaeru Gyakuten) – powieść wizualna stworzona i wydana przez firmę Capcom na platformę Game Boy Advance w 2001 roku wyłącznie w Japonii jako Gyakuten Saiban. Cztery lata później wydano wersję gry na konsolę Nintendo DS w Japonii i Ameryce Północnej, a w 2006 w Europie. Gra stanowi pierwszą część serii Ace Attorney.
Wersja na Nintendo DS wprowadziła dodatkowe funkcje, takie jak ekran dotykowy, ekran podwójny i mikrofon (dzięki któremu można samemu krzyknąć „Objection!” oraz „Hold it!”), jak również dodała nowy piąty epizod o nazwie „Rise from the Ashes” stworzony specjalnie dla Nintendo DS.
Wersja Gyakuten Saiban na PC została wydana pod tytułem Gyakuten Saiban PC i opublikowana przez japońską firmę SourceNext 23 grudnia 2005 roku. Jest to konkurencja dla oryginalnej gry na Game Boy Advance zgodnego z Windowsem opartym na PC, który był wypuszczany tylko w Japonii. Istnieje również wersja Phoenix Wright: Ace Attorney na telefon komórkowy wydana w Ameryce Północnej w styczniu 2007, jednak jest to tylko jej pierwotna wersja (nie ma piątego epizodu) – pozostała części gry będzie dostępna do pobrania w przyszłości.
Wersja na iPhone OS, zawierająca wszystkie 5 epizodów, została wydana 24 maja 2010 roku.
W 2015 roku podczas Tokyo Game Show ogłoszono, że zostanie wyprodukowany serial anime na podstawie dwóch pierwszych gier z serii o nazwie Gyakuten Saiban: Sono „Shinjitsu”, Igiari! (jap. 逆転裁判 ～その「真実」、異議あり！～), którego emisja pierwszego sezonu ruszyła się 2 kwietnia 2016 roku, natomiast w marcu 2018 roku został ogłoszony drugi sezon w oparciu o trzecią grę z serii, którego emisja ruszyła 6 października tego samego roku.

## Rozgrywka
Akcja Phoenix Wright: Ace Attorney toczy się w 2016 roku w Los Angeles, a gracz wciela się w tytułowego Phoenixa Wrighta – młodego adwokata i wykonuje różne zadania, z których niektóre to typowe zajęcia obrońcy w sądzie, a inne nie mają nic wspólnego z zawodem. Gra przebiega więc pomiędzy dwoma etapami: Badaniem i Rozprawą sądową. Badanie składa się z fazy gromadzenia wskazówek, które będą potrzebne do udowodnienia niewinności klienta, natomiast fazy Rozprawy to cross-examination, czyli stawianie świadków w krzyżowym ogniu pytań i przedstawianie dowodów na sali sądowej. Nowy odcinek korzysta z możliwości DS (zwłaszcza ekranu dotykowego) w kilku przypadkach, jak opryskiwanie luminolem, aby zlokalizować plamy krwi na miejscu przestępstwa, pobieranie odcisków palców lub trójwymiarowy analizowanie dowodów.

## Fabuła
Rozprawa otwierająca serię opowiada o pierwszej rozprawie adwokata Phoenixa Wrighta pod czujnym okiem Mii Fey, kiedy miał za zadanie wybronić swego znajomego z dzieciństwa Larry’ego Butza od zarzutu zabójstwa. Jednak już podczas drugiej rozprawy, Mia zostaje zamordowana z powodu odkrycia szantażu korporacyjnego, a jej młodsza siostra Maya zostaje oskarżona o zabójstwo, ponieważ jej imię znalazło się w materiałach dowodowych. Broniąc jej Phoenix spotyka innego przyjaciela z dzieciństwa, Milesa Edgewortha, który jest prokuratorem w sprawie Mayi i dzięki swoim umiejętnościom został nazwany „geniuszem”. Kiedy sąd ogłosił, że Maya jest niewinna została asystentką Phoenixa w następnych rozprawach. Dzięki jej zdolnościom mógł kontaktować się z duchem Mii, która pomagała mu w krytycznych sytuacjach. Phoenix i Miles stwierdzają, że od kiedy w młodości zawarli ze sobą przyjaźń, będą ją kontynuować pomimo spotykania się po przeciwnych stronach na każdej sali sądowej.

## Rozdziały
Rozdział 1: The First Turnabout (jap. はじめての逆転 Hajimete no Gyakuten)
Phoenix zobowiązuje się bronić swojego przyjaciela Larry’ego Butza oskarżonego o zamordowanie jego dziewczyny Cindy Stone. Jak się później okazało Cindy została zabita przez Franka Sahwita, kiedy przyłapała go na okradaniu jej mieszkania. Frank spanikował i uderzył ją posążkiem „Myśliciela”, który Cindy dostała od Larry’ego. Była to pierwsza rozprawa Phoenixa.
Rozdział 2: Turnabout Sisters (jap. 逆転姉妹 Gyakuten Shimai)
Phoenix broni Mayi Fey przed zarzutem morderstwa swojej starszej siostry Mii. Mia Fey naprawdę została zamordowana przez Redda White’a z pomocą swojej asystentki pani April May (później składała fałszywe zeznania wskazujące na oskarżonego). Redd uderzył Mię posążkiem „Myśliciela”, który podarował jej Larry w ramach podziękowania po pierwszej rozprawie. Redd również próbował fałszować dowody przez wypisywanie krwią imienia Mayi na miejscu zbrodni. Później, kiedy Phoenix odwiedza White’a i przedstawia mu mocne dowody na temat tego jak White zbudował swój majątek szantażując ludzi, Redd przerzucił oskarżenie zabójstwa na niego i Phoenix musiał bronić się w sądzie sam siebie.
Rozdział 3: Turnabout Samurai (jap. 逆転のトノサマン Gyakuten no Tonosaman)
Phoenix broni aktora Willa Powersa od zarzutu zabójstwa Jacka Hammera – współpracującej z nim gwiazdy. Jak się okazało naprawdę został on zamordowany przez panią Dee Vasquez (producentkę), która zepchnęła go ze schodów prowadzących do ogrodu. Zmarł, ponieważ nadział się na ogrodzenie. Dee Vasquez i reżyser serialu dla dzieci „Steel Samurai”, Sal Manella, przenieśli ciało w takie miejsce, żeby oskarżenie padło właśnie na Willa Powersa. Ujawnia się też, co Jack Hammer zrobił pięć lat temu.
Rozdział 4: Turnabout Goodbyes (jap. 逆転、そしてサヨナラ Gyakuten, Soshite Sayonara)
Phoenix broni swego rywala Milesa Edgewortha przed zarzutem morderstwa Roberta Hammonda – prawnika zamieszanego w sprawę zabójstwa ojca Milesa, oznaczonej jako incydent DL-6. Jego prawdziwym zabójcą okazał się Yanni Yogi. Warto dodać, że Yanni zabił Hammonda na zlecenie mentora Milesa, Manfreda von Karmy, który okazał się prawdziwym mordercą Gregory’ego Edgewortha.
Rozdział 5: Rise from the Ashes (jap. 蘇る逆転 Yomigaeru Gyakuten)
Phoenix broni Lany Skye, która twierdzi, że zamordowała detektywa Bruce’a Goodmana. Dzięki naukowym umiejętnościom jej młodszej siostry Emy, które pozwalają znaleźć dodatkowe dowody, a także niespodziewanej pomocy Milesa w trakcie procesu Phoenix odkrywa, że Lana była szantażowana przez szefa policji Damona Ganta. Miała się przyznać do zabójstwa, które, jak błędnie myślała, popełniła Ema kilka lat wcześniej w tzw. incydencie SL-9 (inna nazwa używana w grze przez cywilów to „The Joe Darke Killings”), podczas gdy w rzeczywistości Damon sam je popełnił w pokoju przesłuchań i próbował obwinić Emę.

## Postacie
W celu przystosowania gry do nowych realiów i miejsca akcji bohaterom nadano nowe nazwiska, których charakter różni się znacząco od oryginalnych wersji z Gyakuten Saiban: Yomigaeru Gyakuten. Poniżej postacie przedstawione są poprzez obie odmiany nazwisk – angielskie jako główne (powszechnie używane także w Polsce) oraz japoński oryginał.

### Obrońcy

#### Phoenix Wright
Phoenix Wright (成歩堂 龍一 Ryūichi Naruhodō) (Wiek: 24 lata) Główny bohater trzech pierwszych serii o charakterystycznej najeżonej fryzurze. Minęły zaledwie trzy miesiące, od kiedy został prawnikiem, gdy udał się na swoją pierwszą rozprawę (1. epizod), jest więc zapalonym, jednak jeszcze bardzo niedoświadczonym prawnikiem, przez co często wygrywa rozprawę o mały włos. Na sali sądowej znany jest z burzliwego poszukiwania ukrytej prawdy i zdolności do obracania sprawy na swoją korzyść. Zwykle jest cyniczny i jak na razie nieporadny. Nie orientuje się także w wielu specjalistycznych terminach, które muszą być zwykle wyjaśniane przez sędziego lub prokuratora. W angielskiej wersji gry ma pseudonim „Nick”, jak nazywają go najbliżsi przyjaciele z wyjątkiem Mii Fey i Milesa Edgewortha (skrót od „Phoenix”). Natomiast jego poprzednia dziewczyna Iris (jap. Ayame) mówiła do niego „Feenie”, a jego przeciwnicy nazywają go złośliwie „najeżoną głową” („porcupine head”). Jego japońskie nazwisko brzmi po japońsku podobnie jak Widzę, Naruhodo. W języku angielskim nie ma takich możliwości i skończyło się na zabawnym Isn’t that right, Wright?. Jednocześnie jego imię – Phoenix (Fenix) oznacza gwałtowną przemianę, odrodzenie i dotyczy gwałtownych zmian, jakie dokonały się u niego pod wpływem nowego zawodu i śmierci przyjaciółki i mentorki Mii Fey.
W dzieciństwie przyjaźnił się z Larrym Butzem i Milesem Edgeworthem. Gra rozpoczyna się w chwili otrzymania tytułu prawnika (zdobycie odznaki prawniczej) przez Phoenixa. Początkowo studiował sztukę, a prawo tylko na stronie. Po raz pierwszy postanowił zostać adwokatem, kiedy został fałszywie oskarżony o kradzież pieniędzy Milesa Edgewortha na obiad. Jego znajomi z klasy szydzili ze zorganizowanej w klasie rozprawy i tylko Miles i Larry wstawili się za nim. Wtedy, gdy czuł się osamotniony, postanowił, że zostanie prawnikiem i będzie pomagał ludziom, którzy jak on teraz nie mają nikogo, kto by im uwierzył i stanął w ich obronie. Pomyślał o tym również po to, żeby ponownie spotkać się z przyjacielem z dzieciństwa, Milesem, który od kiedy został prokuratorem, w tajemniczy sposób zniknął z życia Phoenixa. Gdy następnym razem, na studiach, stanął przed prawdziwym sądem, a Mia Fey oczyściła go ze wszystkich zarzutów, postanowił rzucić aktualne studia i zacząć na dobre Prawo. Od kiedy Mia Fey pomogła mu oczyścić się z zarzutu morderstwa pracował w jej kancelarii prawniczej Fey and Co. Law Offices, a później odziedziczył po niej urząd i przemianował go na Wright and Co. Law Offices, kiedy Mia Fey została zamordowana w drugiej rozprawie pierwszej serii Ace Attorney.

#### Mia Fey
Mia Fey (綾里 千尋 Chihiro Ayasato) (Wiek: 27 lat) Wysoko wykwalifikowany prawnik oraz szef i mentor Phoenixa. Jej pierwsze spotkanie z nim miało miejsce, kiedy Phoenix został oskarżony o zabójstwo. Był pod wrażeniem jej niewzruszonej wiary w jego niewinność i to przez wzgląd na nią poprzysiągł sobie ciężko pracować, żeby zostać adwokatem. Druga rozprawa kończy się dla niej tragicznie, jednak nawet po śmierci udziela wsparcia Phoenixowi, poprzez łączenie się jej ducha przez młodszą siostrę, Mayę i może być wezwana przez Mayę lub Pearl Fey, kiedy Wright potrzebuje pomocy. Jest bardzo profesjonalna i wyrachowana, ale ciepła i przyjazna wobec Phoenixa. Często ratuje go w decydującej chwili, ale zdarzają się rzadkie przypadki, że nawet ona rozkłada ręce. W języku japońskim jej nazwisko jest grą słów i daje się tłumaczyć jako Wiesz wszystko, Chihiro.
Jest najstarszą córką Misty Fey. Zaginęła wiele lat temu szantażowana przez Redda White’a i Mia została prawnikiem z jednym zamiarem – wsadzenia White’a za kratki. Chciała też dowiedzieć się, co dokładnie stało się z nią po tzw. incydencie DL-6. Początkowo pracowała w kancelarii Marvina Grossberga obok Diego Armando, a następnie otworzyła własną praktykę. W pierwszej części pierwszej serii Phoenixa Wrighta występuje jako szef Phoenixa, jednak zostaje zamordowana przez Redda White’a niedługo później, w drugiej części.

### Prokuratorzy

#### Miles Edgeworth
Miles Edgeworth (御剣 怜侍 Reiji Mitsurugi) (Wiek: 24 lata) Jest rywalem Wrighta, prokuratorem od czterech lat i przez wielu zwany geniuszem. Zimny i wyrachowany, jest gotowy użyć wszelkich środków, by uzyskać wyrok skazujący, w tym plotek w odniesieniu do fałszywych dowodów i manipulacji zeznaniami. On, Phoenix i Larry Butz byli kiedyś przyjaciółmi z klasy szkolnej. Zdarzyła się wtedy sytuacja, że on i Larry bronili Phoenixa na klasowej rozprawie sądowej. Edgeworth jest prokuratorem w sprawie 2, 3 i 5 Phoenix Wright:Ace Attorney, za to sam trafia przed sąd w sprawie 4. W angielskiej wersji gry Edgeworth dostał dwa przezwiska – „Edgey” i „Worthy” („wartościowy”, „godny”).
Jego ojciec Gregory był słynnym adwokatem i jako dziecko Edgeworth chciał pójść w jego ślady, jednak kiedy jego ojciec zginął, a on sam stał się świadkiem sytuacji, kiedy sąd uwierzył człowiekowi – który zdaniem Milesa był winny jego zabójstwa – i uniewinnił go, zmienił zdanie (opowiada o tym Turnabout Goodbyes w pierwszej serii Ace Attorney). Od tej chwili Miles Edgeworth odczuwał skrajną nienawiść do przestępców.
Jego mentorem był Manfred von Karma znany jako „demoniczny prokurator”, który zawsze uzyska „winny” werdykt. To od niego Edgeworth nauczył się, jak korzystać z brudnych sztuczek, żeby przeciągnąć sprawiedliwość na swoją stronę. Mia Fey zbliżyła się do niego uzyskując znaczną przewagę w jego (i jej) pierwszej sprawie, ale ostatecznie rozprawa nie została rozstrzygnięta, ponieważ pozwany popełnił samobójstwo.
Później Edgeworth wygrywał już każdą rozprawę, w której brał udział, dopóki Phoenix nie pobił go w drugiej serii gry.
W jednej sprawie jednak to Miles zostaje oskarżony o zabójstwo (Phoenix podejmuje się jego obrony), a jego oskarżycielem zostaje jego dawny mentor, Manfred von Karma. Jak się okazuje to on 15 lat temu zastrzelił ojca Milesa (o czym młody Miles usłyszał kiedyś, gdy byli uwięzieni w windzie po trzęsieniu ziemi, jednak wtedy tego nie zrozumiał). Dzięki Phoenixowi Miles zostaje uniewinniony i po rozprawie postanawia na pewien czas opuścić stanowisko, żeby przemyśleć sprawę i po Rise from the Ashes, w dziwny sposób znika z prokuratury.

#### Manfred von Karma
Manfred von Karma (狩魔 豪 Gō Karuma) (Wiek: 65 lat) Karma jest bezwzględnym prokuratorem i pracuje w biurze od ponad czterdziestu lat. Wierzy, że tylko perfekcja może być tolerowana i powiedział, że zrobi wszystko, żeby uzyskać wyrok skazujący i z wyjątkowej liczby takich wyroków jest znany. Nigdy nie traci swojego opanowania i nawet sędzia zdaje się być pod jego kontrolą. Został ukarany tylko raz, kiedy Gregory Edgeworth (ojciec Milesa Edgewortha) oskarżył go o fałszowanie dowodów (von Karma zawsze miał „winne” werdykty). Karma był także mentorem Milesa – był dumny z serii jego doskonałych wygranych i czystego rekordu w sądzie. Edgeworth mówi o nim, że jest niezwykle bezwzględny i zawsze wszystko skrupulatnie przygotowuje. Karma jest prokuratorem jedynie w serii 4, w której pozwanym jest Edgeworth – wtedy stracił wszystkie sprawy na korzyść Phoenixa Wrighta. Wtedy też okazało się, że to właśnie Manfred von Karma jest winny zabójstwa ojca Gregory’ego, które niegdyś zadecydowało o wyborze zawodu przez Milesa, i zawierał układy lub starał się usuwać ze swojej drogi wszystkich, którzy mieli świadomość tego faktu. Po 4. serii został oskarżony o zabójstwo Gregory’ego Edgewortha. Wright stwierdził później, że von Karma nie jest już częścią ich świata.
Von Karma ma dwoje dzieci: Franziskę i inne, które jest tajemnicą, a także psa o imieniu Phoenix (tak przynajmniej mówi Manfred przed Edgeworthem). Japoński odpowiednik jego nazwiska w zależności od kontekstu może być tłumaczony jako wielki demon, który poluje lub ognień piekielny, co wyjątkowo znalazło odzwierciedlenie w angielskim odpowiedniku.

#### Winston Payne
Winston Payne (亜内 武文 Takefumi Auchi) (Wiek: 52 lata) Jest to prokurator, którego Phoenix Wright spotyka podczas swojej pierwszej sprawy (o morderstwo) w pierwszym Ace Attorney, i podobnie później jego rola oskarżyciela otwiera trzy kolejne serie. Grossberg nazywa go „Rookie Killer” („Zabójca początkujących”), ponieważ walka z nim jest testem dla nowych obrońców. Mianowicie Payne jest ogólnie bardzo słaby jako prawnik i często łatwo znaleźć przy nim pomyłkę, bywa jednak bardzo pewny siebie i przedrzeźnia wielu młodych adwokatów. Ma charakterystyczny, jak gdyby zgrzytliwy głos (dźwięk jego Objection jest dość wysoki) i skłonności do bawienia się grzywką, kiedy myśli.

### Pozostali

#### Maya Fey
Maya Fey (綾里 真宵 Mayoi Ayasato) (Wiek: 17 lat) Młodsza siostra Mii Fey i córka Misty Fey, która jest początkującym duchowym medium. Dzięki swoim umiejętnościom potrafi łączyć się z duchem swojej starszej siostry oddając jej swoje ciało na pewien ograniczony czas za pomocą metod podobnych do opętania, ale może to zrobić tylko w trudnych sytuacjach. Wright bronił ją od zarzutu zamordowania siostry Mii w drugiej sprawie pierwszej serii Ace Attorney, a ona pomagała mu w dochodzeniu i postępowaniu w jego rozprawach.
Maya z zachowania niczym nie różni się od innych nastoletnich dziewczyn. Jest fanką filmów i programów Tokusatsu, szczególnie Steel Samurai i Pink Princess. Zazwyczaj jest dziecięca i słodka, choć niekiedy odczuwa przesadną miłość do żywności powtarzając często, że ma „drugi żołądek” i bez przerwy rozgląda się za budkami z hamburgerami. Phoenixa Wrighta zdaje się traktować w ten sam sposób, jak traktowała swoją starszą siostrę. Na koniec wraca do rodzinnej miejscowości Kurain. Japońska wersja jej imienia – mayoi jest grą słów i oznacza coś jak spleciona, złączona.

#### Larry Butz
Larry Butz (矢張 政志 Masashi Yahari) (Wiek: 24 lata) Był przyjacielem z dzieciństwa Phoenixa, a jednocześnie pierwszym jego klientem – Wright bronił go przed zarzutem zamordowania dawnej dziewczyny Larry’ego w pierwszej rozprawie oryginalnego Ace Attorney (First Turnabout). Kiedy w szkole Phoenix został oskarżony o kradzież pieniędzy na obiad, razem z Milesem stanął po jego stronie. Butz został również powołany do złożenia zeznań w czwartej sprawie tej samej gry (część Turnabout Goodbyes). Niewiele o nim wiadomo, jednak charakterystyczne jest, że w trakcie tej jednej serii znajdywał sobie kolejno wiele różnych dziwnych miejsc pracy i łatwo ulegał wpływom kobiet – w większości modelek – które ostatecznie zawsze porzucały go. Ma talent do wpadania w kłopoty i jego przyjaciele żartują: „Kiedy coś śmierdzi to zazwyczaj robota Butza”. Jego japońskie imię ma związek ze słowem yappari, co znaczy Wiedziałem.

### Przedstawiciele prawa

#### Sędzia
Sędzia (裁判長 Saibanchō) (Wiek: nieznany) W większości Ace Attorney jest jeden sędzia przewodniczący. To on decyduje o uwzględnieniu sprzeciwu, analizuje dowody, wzywa świadków na salę. Kiedy gracz popełnia błąd, sędzia go karze, natomiast kiedy skończy się pasek życia lub wszystkie dowody, orzeka wyrok skazujący, czyli Game over dla gracza.
Na wszystkich pięciu sprawach (i prawie wszystkich późniejszych) przewodniczącym jest białobrody sędzia o nieznanym nazwisku. Z reguły potrafi on utrzymać porządek w sądzie, ale wydaje się łatwo ulegać wpływom komplementów, flirtów świadków lub osób o silnej woli, szczególnie von Karmy w Turnabout Goodbyes. Jednak w obliczu faktycznej sprzeczności można być pewnym, że pokieruje nim sprawiedliwość. Czasami nie jest przekonany do żadnej ze stron, jednak Phoenix Wright opisuje go jako jednego z tych, co „na końcu dają zawsze sprawiedliwy werdykt”. Początkowo jest bardzo sceptyczny co do umiejętności Phoenixa jako obrońcy, jednak przyzwyczaja się do niego w późniejszych rozprawach. Ma brata, który również jest sędzią i przewodniczy w dwóch sprawach w Trials and Tribulations oraz mówi z kanadyjskim akcentem. Wydaje się też, że jest dobrym przyjacielem szefa policji Damona Ganta (jap. Kaiji ganto), który nazywa go „Udgey”.

#### Dick Gumshoe
Dick Gumshoe (糸鋸 圭介 Keisuke Itonokogiri) (Wiek: 30 lat) Policyjny detektyw z wydziału zabójstw, którzy pojawia się w pierwszych trzech pierwszych Ace Attorney jako główny detektyw, a także na krótko w czwarej w retrospekcji. W Gyakuten Kenji Gumshoe wystąpił jako partner Edgewortha i drugi przeciwnik Wrighta. Często pełnił nadzór nad sprawami, którymi zajmował się Wright, a jego opinia stanowiła ważny dowód zarówno w fazie postępowania jak i na rozprawie, kiedy zeznawał w charakterze świadka. Zwykle jest pierwszym świadkiem wzywanym do odpowiedzi w celu wyjaśnienia ogólnego zarysu tego typu przestępstw i przedstawiania dowodów, które zebrała policja.
Jest narwany, niedokładny i czasami nadgorliwy, przez co często za szybko wyciąga wnioski, co sprawia, że do aresztu trafiają niewinni ludzie, jednak kiedy błąd wychodzi na jaw zawsze przyznaje się do błędu. Bez przerwy popada w straszne kłopoty finansowe ze względu na swój niekonwencjonalny styl pracy i problemy z przełożonymi. Ze względu na ciągły brak pieniędzy posiłki Gumshoe’a składa się przeważnie z zupek błyskawicznych. Zawsze ma bandaż naklejony na lewym policzku oraz zwyczaj przerywania rozmowy w nieodpowiednich momentach. Zdaje się być zainteresowany policjantką Maggey Byrde. Zazwyczaj mówi do ludzi na „ty”, jednak do Edgewortha i Franziski zwraca się przez „sir”. Głęboko szanuje Milesa Edgewortha, traktuje go niemal jak bohatera. Jednak nie licząc Phoenixa i sędziego Gumshoe jest najbardziej narażony na gniew Franziski i w efekcie na atak jej biczem. Robi wrażenie łatwowiernego, zuchwałego i na pewno nie należy do najbystrzejszych, jednak jest dobrym człowiekiem. To on rzuca confetti na zakończenie każdej sprawy z „niewinnym” wyrokiem. W wersji japońskiej nazywa się go „Itonoko-Keiji” („Detektyw Itonoko”).

## Dystrybucja gry
Gra miała swoją wersję limitowaną dostępną tylko w Japonii i tylko dla klientów, którzy zamówili ją w przedsprzedaży. Była pakowana w charakterystyczne czarne pudełka z dużym logo gry na przodzie. Kosztowała nieco więcej niż wersja standardowa, ale rekompensowała to dołączeniem bonusowej płyty z muzyką z gier, paska do telefonu z marką „Gyakuten Saiban”, kółeczka do kluczy w kształcie wykrzyknika „Igiari!” (japoński odpowiednik „Objection!”), oraz specjalnej igły na palec wskazujący do ekranu dotykowego. Kupujący dostawał też historyjkę mangową o przygodach „Gyakuten Saiban”, których nie można dostać nigdzie indziej.
Phoenix Wright: Ace Attorney było bardzo trudno znaleźć w sklepach zaraz po premierze w Ameryce Północnej z powodu nieoczekiwanie wysokiego popytu. Firma Capcom wysłała więcej egzemplarzy w marcu 2006, które dotarły do sklepów w Ameryce czerwcu 2006 i zostały wyprzedane w ciągu tygodnia, zaś w lutym 2007 wysłano już 100 tys. egzemplarzy gry.

## Odbiór gry
Gra otrzymała ogólnie bardzo korzystne recenzje, z których w większości powołano się na jego ciekawą historię i mocne i wyraziste postacie, chociaż często pojawiała się też ocena „zadowalający” lub „dobry” ze względu na bardzo liniową fabułę, ograniczone możliwości popełnienia błędu i obserwowanie akcji z pozycji sądu. Pomimo to gazety i programy o grach komputerowych przyznawały Phoenixowi Wrightowi najwyższe noty.